# Komet Kowal-Vávrová
Komet Kowal-Vávrová  (uradna oznaka je 134P/Kowal-Vávrová ) je periodični komet z obhodno dobo okoli 15,6 let. 
Komet pripada Jupitrovi družini kometov .

## Odkritje[4]
Komet je najprej odkril ameriški astronom Charles Thomas Kowal na Observatoriju Palomar. Na Observatoriju Klet na Češkem je češka astronomka Zdeňka Vávrová odkrila asteroid, ki je dobil oznako 1983 JG. Pozneje so ugotovili, da je ta asteroid v resnici isto telo kot komet, ki ga je odkril Kowal.